# Pflegamt Hersbruck
Koordinaten: 50° N, 11° O

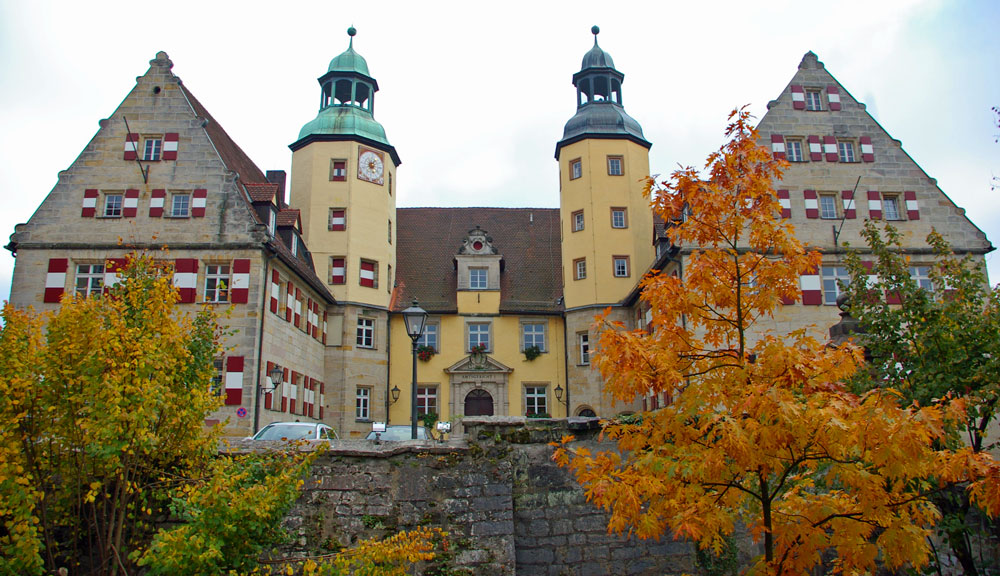
Das heutige Amtsgericht Hersbruck, der ehemalige Amtssitz des Pflegamtes Hersbruck

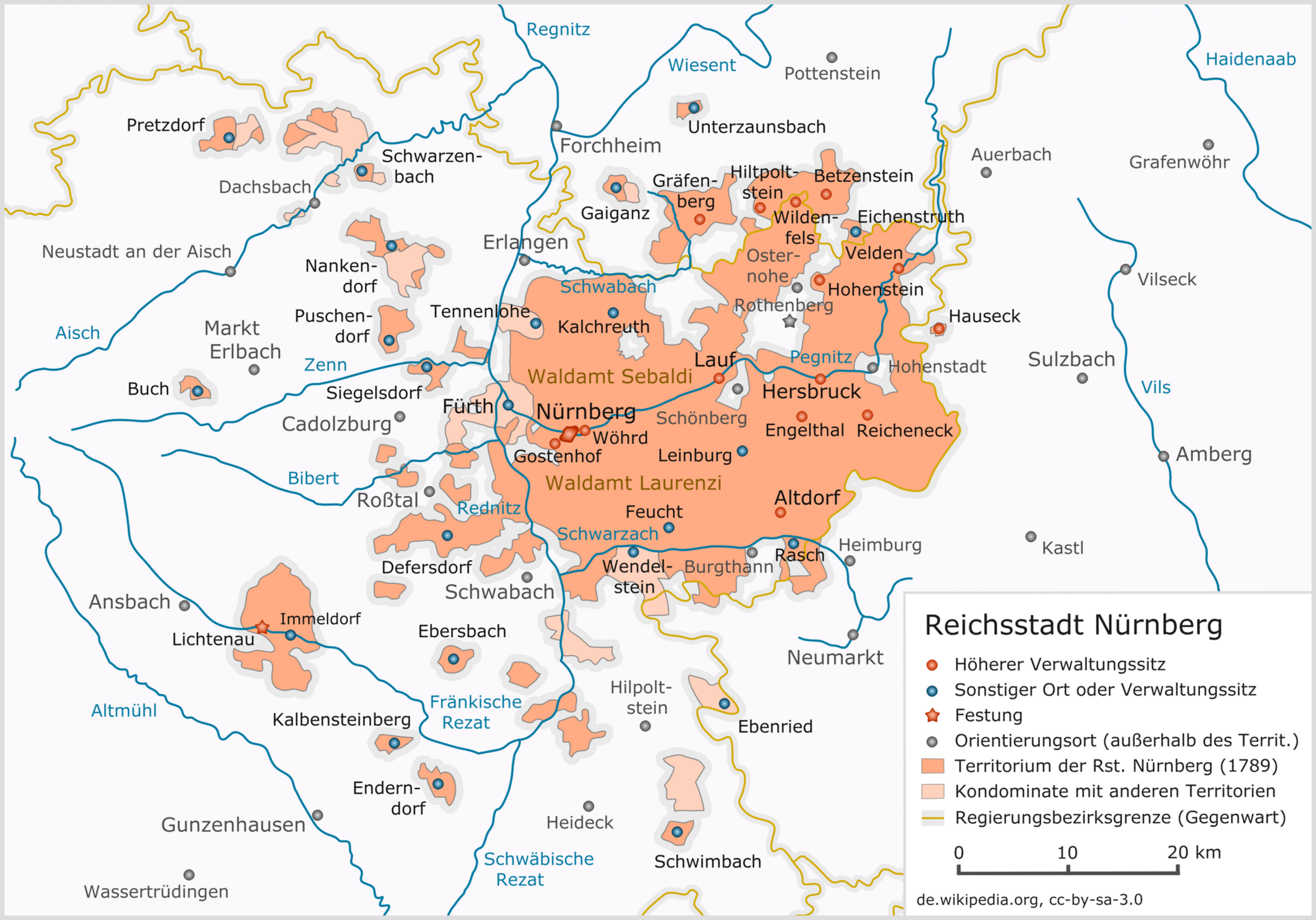
Das Landgebiet der Reichsstadt Nürnberg

Das Pflegamt Hersbruck war eines der zeitweise mehr als ein Dutzend Pflegämter umfassenden Gebiete, mit denen die Reichsstadt Nürnberg die Verwaltung ihres Territorialbesitzes organisiert hatte.